# リライト (ASIAN KUNG-FU GENERATIONの曲)
「リライト」は、ASIAN KUNG-FU GENERATIONの楽曲。同グループ5枚目のシングルとして2004年8月4日にKi/oon Recordsから発売された。

## 解説
前作から約3か月ぶりのリリース。
表題曲は、アニメ『鋼の錬金術師』のオープニングテーマに起用され、シングルとしては、バンド初のアニメタイアップとなった。シングルとしては、2023年現在バンド最大のヒットとなっている。
日本のアニメを対象とした第1回アメリカンアニメアワードでは『Rewrite』としてベスト主題歌賞を受賞した。
当初はCCCDとして発売されたが、現在そちらは廃盤となっている。また、歌詞カードに誤りがあったことから、一時公式ホームページ上で回収を呼びかけていた。
2019年3月1日には、ソニー・ミュージックエンタテインメントのアニメソング人気投票キャンペーン「平成アニソン大賞」においてアーティストソング賞（2000年 - 2009年）に選出された。

## 収録曲
全曲 作詞・作曲：後藤正文、編曲：ASIAN KUNG-FU GENERATION
1. リライト
  - MBS・TBS系アニメ『鋼の錬金術師』第4期オープニングテーマ。
  - 日研総業CMソング。
  - ABCテレビ・テレビ朝日系「M-1グランプリ2024」プロモーションビデオソング[2]。
  - 後藤のコピーコントロールCDに対する皮肉が歌になった曲であり、本来後藤はこの曲をシングルにするつもりはなかったが、スタッフがアニメのタイアップの話を持ってきて、シングルリリースされることになった。アニメのOPとして起用されることに対しては、メンバー間でも意見が割れたが、山田の「絶対にこの話を受けるべきだ」という一言により、タイアップが決まった。結果としてバンド最大のヒット曲となったことから、山田はこの後「リライト職人」と呼ばれるようになる。またこのことから後藤は「俺には商才がない」と自虐するようになる。また2013年のヨーロッパツアーに際して、「俺たちを世界へ連れてってくれた曲」と述べている。
2. 夕暮れの紅
ある日突然リズム隊（山田・伊地知）が「ファンクっぽいビートをやりたい」と言ったことがきっかけでアレンジが大幅に変わった楽曲である。

## 収録アルバム
- 『ソルファ』（#1）
- 『フィードバックファイル』（#2）
- 『BEST HIT AKG』（#1）
- 『鋼の錬金術師 COMPLETE BEST』（#1）
- 『鋼の錬金術師 THE BEST』（#1）
- 『ソルファ (2016)』（#1、再レコーディング版（MVも別バージョンで新たに制作））
- 『映像作品集13巻 〜Tour 2016-2017「20th Anniversary Live」 at 日本武道館〜』(#2、再レコーディング版が特典CDに収録。サブスク未解禁。)

## カバー
- 仲村宗悟 - 2022年11月23日発売の配信シングル『リライト from CrosSing』に収録。カバーソングプロジェクト『CrosSing - Music＆Voice-』の楽曲。
- 烏森大黒（Lynn） - 2024年9月19日にゲーム『ワールドダイスター 夢のステラリウム』に追加収録。